# 595 Polyxena
Polyxena (asteróide 595) é um asteróide da cintura principal com um diâmetro de 109,07 quilómetros, a 3,0292604 UA. Possui uma excentricidade de 0,0561071 e um período orbital de 2 099,96 dias (5,75 anos).
Polyxena tem uma velocidade orbital média de 16,62592484 km/s e uma inclinação de 17,88415º.
Esse asteróide foi descoberto em 27 de Março de 1906 por August Kopff.